# 유로비전 송 콘테스트 1989
유로비전 송 콘테스트 1989(Eurovision Song Contest 1989)는 1989년 5월 6일 스위스 로잔의 팔레 드 볼리외에서 개최된 제34회 유로비전 송 콘테스트이다. 스위스 방송 협회(SRG SSR)를 대신하여 유럽 방송 연합(EBU)과 호스트 방송사인 TSR(Télévision suisse romande)이 조직하고 자크 데슈노(Jacques Deschenaux)와 롤리타 모레나(Lolita Morena)가 발표한 이 콘테스트는 스위스가 우승한 후 스위스에서 개최되었다. 셀린 디옹의 "Ne partez pas sans moi"라는 노래로 1988년 콘테스트에 참가했다.
이번 콘테스트에는 22개국이 참가했으며, 키프로스는 1년 만에 다시 참가했다. 참가 예술가 중에는 콘테스트에 참가한 가장 어린 예술가 두 명, 각각 이스라엘과 프랑스를 대표하는 12세 길리 네타넬(Gili Netanel)과 11세 나탈리 파케(Nathalie Pâque)가 있었다. 젊은 공연자들의 포함은 행사 준비 과정에서 콘테스트에서 제외하라는 요구를 포함하여 일부 논란을 불러일으켰고, 이 행사 주최자는 아무런 조치도 취하지 않았지만 이번 콘테스트에 대한 규칙이 변경되었다.
우승자는 라지코 듀미치(Rajko Dujmić)가 작곡하고 스테보 츠비키치(Stevo Cvikić)가 가사를 맡고 리바 (밴드)(Riva) 그룹이 연주한 "Rock Me"라는 노래를 한 유고슬라비아였다. 이것은 유고슬라비아가 24번의 시도 끝에 처음으로 대회에서 승리한 것이다. 영국, 덴마크, 스웨덴, 오스트리아가 상위 5위 자리를 차지했다. 영국과 덴마크는 2년 연속 2위와 3위를 차지했고, 오스트리아는 1976년 이후 처음으로 상위 5위 안에 들었다. 핀란드는 1975년 이후 최고의 성적을 거두었고, 아일랜드와 아이슬란드는 역대 최악의 성적을 거두며 18위를 기록했다. 그리고 각각 22번째로 아이슬란드는 최종적으로 0점을 얻었고 처음으로 꼴찌를 기록했다.